# Exportation de juifs roumains de 1958 à 1989
Le régime communiste de Roumanie autorise des juifs à quitter la Roumanie entre 1958 et 1989 en échange de marchandises telles que du bétail ou des armes. Il utilise à cet effet des intermédiaires comme Henry Jacober, un juif hongrois naturalisé britannique.

## Le contexte
Au cours de la Seconde Guerre mondiale, les juifs sont expropriés de leurs biens. Ces biens doivent leur être restitués après la guerre, mais cette restitution ne se concrétise pas dans les faits. À partir de 1944, beaucoup de juifs quittent la Roumanie, surtout à partir de la création de l'Etat d'Israël en 1948. Le gouvernement roumain cherche à freiner cet exode par différentes lois, notamment par la privation de la nationalité roumaine pour les exilés.
Quelques juifs ont des fonctions importantes au gouvernement, notamment Ana Pauker, vice-premier ministre, ou le grand-père de Sonia Devillers qui était responsable des industries de Bucarest et de sa région. Cela ne dure pas : en 1952, les juifs commencent à être visés par des harcèlements, et ceux qui sont actifs dans le parti communiste sont souvent exclus du parti et emprisonnés. La même année, l'émigration en Israël est stoppée net. Il reste à ce moment 146 000 juifs en Roumanie.

## Les faits
En 1958, Henry Jacober approche les autorités de Roumanie, leur propose de payer pour l'exportation des juifs et précise qu'il se ferait rembourser par les familles ou d'autres sources. Toutefois, le gouvernement roumain souhaite que l'opération reste secrète et demande en échange des bestiaux. Pour chaque famille juive, il y aura une négociation spécifique sur le nombre de cochons ou autres animaux que Jacober fera livrer en Roumanie. Jacober négocie inlassablement avec les autorités roumaines. Par exemple, selon un document des archives roumaines, daté de janvier 1960 : « Nous proposons qu’en échange de ces [6] personnes nous demandions à Jacober ce qui suit : de porter le lot de 50 moutons mérinos australiens à 100 têtes en laine fine ; de fournir 15 vaches jersiaises et 2 taureaux jersiais supplémentaires ; de payer les frais de transport des 100 moutons d’Australie vers notre pays ; de payer le transport des deux taureaux zébus d’Australie à Londres ».
En échange, Jacober demande 2 000 dollars pour les familles sans problème politique, et bien davantage pour celles qui sont dans le collimateur de la Securitate. Ainsi, les grands-parents de Sonia Devillers ont dû payer 12 000 dollars, qu'ils ont dû emprunter à une amie qui avait elle-même déjà utilisé la filière en 1960.
Dans un article publié dans Chabbad, Binyamin Gorodetzky raconte comment, grâce à un réseau de rabbins et à un financier israélo-américain, il a réussi à négocier avec Jacober pour 200 000 dollars l'exportation de quelques milliers de juifs.
Lorsqu'il arrive au pouvoir en 1965, Nicolae Ceaușescu apprend l'existence de ce trafic dont il ignore tout. Dans un premier temps, il pique une colère noire et ordonne l'arrêt du trafic, mais il se ravise quelques mois plus tard et les affaires reprennent.
Fin 1977, alors qu'il ne reste que 24 000 Juifs en Roumanie, Nicolae Ceaușescu réclame des livraisons d'armes aux Occidentaux en échange de l'exportation de Juifs.
À la suite de la défection du général roumain Ion Mihai Pacepa en 1978, ce trafic fut révélé au monde libre, mais beaucoup de personnes n'y ont pas cru immédiatement.
Le trafic s'arrête en 1989, avec la fin du régime communiste roumain. Les archives de la Securitate n'ont été déclassifiées qu’en 2014, ce qui permet de connaître les modalités précises du commerce de Jacober avec les Roumains.

## Sources
- Radu Ioanid, La rançon des Juifs. L’histoire de l’extraordinaire marchandage secret entre la Roumanie et Israël, 2005 et 2021, Rowman & Littlefield Publishers
- Sonia Devillers, Les exportés, 2022, Editions Flammarion[6]
- Ion Mihai Pacepa, Red Horizons: Chronicles of a Communist Spy Chief, 1987,  (ISBN 0-89526-570-2) et Horizons rouges, traduction française du précédent, Presses de la Cité, 1988,  (ISBN 2-258-02607-5) ; France Loisirs, 1988  (ISBN 2-7242-4882-1); Presses Pocket, 1990,  (ISBN 2-266-03768-4)